# Leo Königsberger
Leo Königsberger (Poznań, 15 de outubro de 1837 — Heidelberg, 15 de dezembro de 1921) foi um matemático alemão.

## Biografia
Estudou de 1857 a 1860 na Universidade Humboldt de Berlim, onde foi grandemente influenciado por Karl Weierstrass. A seguir lecionou e pesquisou em Berlim e na Universidade de Greifswald (professor de matemática a partir de 1864), Universidade Técnica de Dresden (1875 a 1877), Universidade de Viena (1877 a 1884) e Universidade de Heidelberg (1869 a 1875 e desde 1884), onde trabalhou 36 anos como professor.

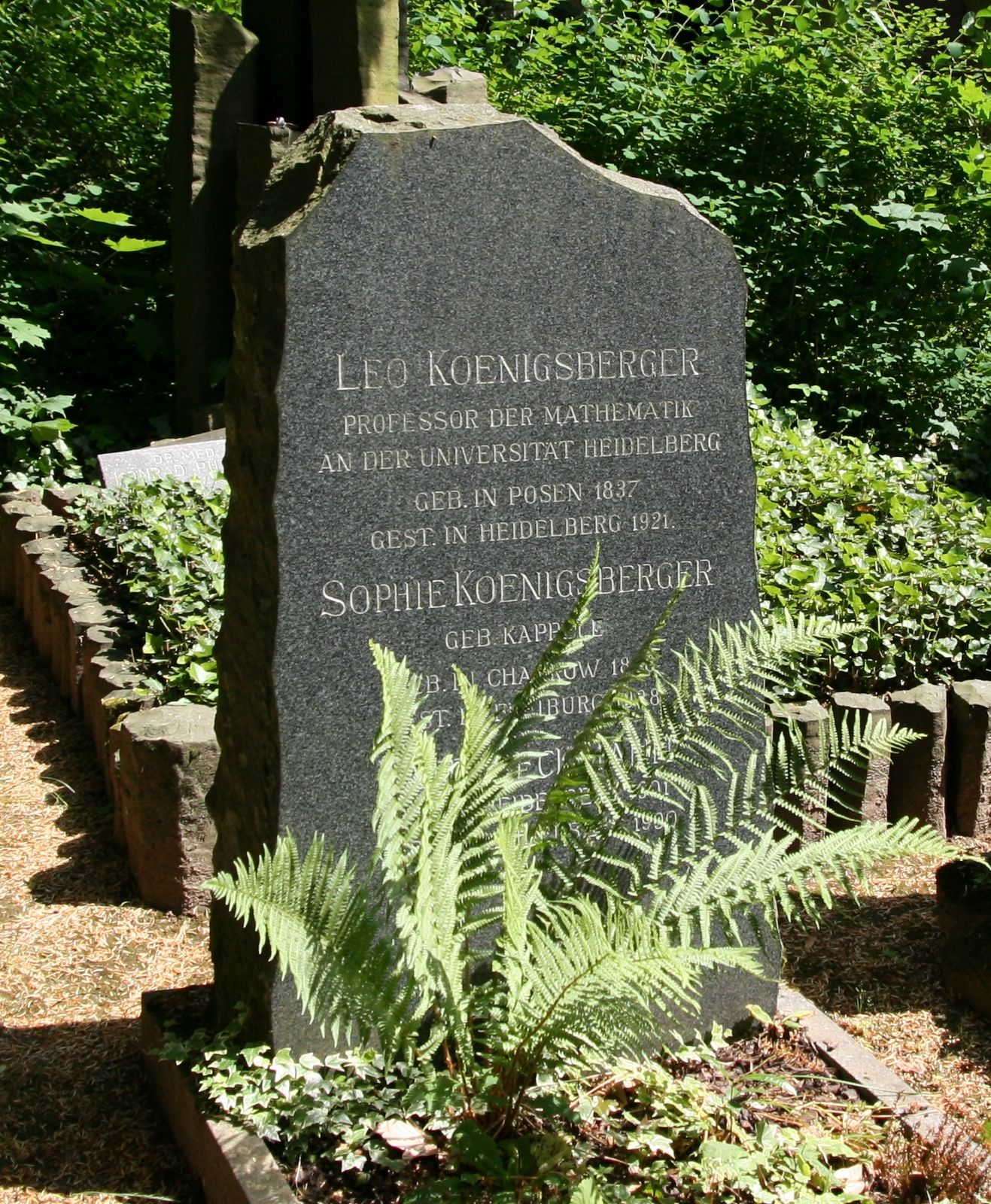
Sepultura de Leo Koenigsberger na ala dos Professores da Seção D do Bergfriedhof de Heidelberg

As pesquisas de Königsberger foram a maior parte devotadas a integrais elípticas e integrais hiperelípticas bem como equações diferenciais complexas, estas últimas em estreito trabalho conjunto com Lazarus Fuchs. Seus principais trabalhos são sua monografia sobre integrais elípticas e hiperelipticas de 1874 respectivamente 1878 e sua biografia de Hermann von Helmholtz (1902/1903).
Foi palestrante do Congresso Internacional de Matemáticos em Heidelberg (1904: Gedächtnisrede anf C. G. J. Jacobi).